# Vachruši
Vachruši (in russo Вахруши?; anche traslitterata come Vahruši) è un insediamento di tipo urbano della Russia europea centro-settentrionale, situata nella oblast' di Kirov; appartiene amministrativamente al rajon Slobodskoj, dal cui capoluogo Slobodskoj dista 12 chilometri.
Il villaggio si sviluppò a partire dal 1854, anno in cui i fratelli Vachrušev (da cui il nome dell'insediamento) costruirono una piccola conceria nel territorio dello uezd (suddivisione amministrativa dell'epoca) Slobodskij nella Gubernija di Vjatka.
Lo sviluppo dell'attività conciaria fece crescere la popolazione e nel 1938 alla località venne conferito l'attuale status di insediamento di tipo urbano.

## Società

### Evoluzione demografica
Abitanti censiti (migliaia)